# Microsoft Office
 (транскр.  Мајкрософт офис) је некадашњи софтверски пакет компаније Microsoft, намењен канцеларијском пословању. У јануару 2023. Microsoft је укинуо Microsoft Office и заменио га новим Microsoft 365.

## Апликације

### Основне
Основни пакет садржи следеће апликације:
- - за обраду текста,
- - за табеларне прорачуне,
- - за израду и приказивање пословних презентација,
- - за размену електронске поште
- - за рад са базама података.

### Остале
- - за израду једноставних Интернет презентација
- - за израду XML образаца
- - за прикупљање и измењивање белешки
- - за чување података
- - за стоно издавање

## Верзије
- 1990.
- 1992.
- 1993.
- 1995.
- 1997.
- 1999.
- 2001.
- 2003. Microsoft Office 2003
- 2007. Microsoft Office 2007
- 2010. Microsoft Office 2010
- 2011. Microsoft Office 2011
- 2013. Microsoft Office 2013
- 2015. Microsoft Office 2016
- 2018. Microsoft Office 2019
- 2021. Microsoft Office 2021